# Precision Manuals Development Group
La Precision Manuals Development Group (PMDG) è un'azienda che si occupa dello sviluppo di software per i simulatori di volo Microsoft Flight Simulator e Prepar3d. La compagnia, leader nel settore, è nota soprattutto per la qualità dei propri prodotti, sia in fatto di estetica che in fatto di simulazione, raggiungendo livelli di realismo che rasentano la realtà. Ad oggi sono otto gli impiegati che la costituiscono, insieme a numerosi Beta testers che includono anche professionisti nel mondo dell'aviazione.

## Storia
La PMDG iniziò la sua attività producendo dettagliati manuali di volo, da qui l'origine del nome che in italiano significa "gruppo di sviluppo per manuali di precisione". Ad ogni modo l'azienda si spostò presto verso lo sviluppo di Aeroplani Add-on dopo aver pubblicato solo due manuali, rispettivamente per il Microsoft Flight Simulator 757 e il Boeing 747. Il primo software sviluppato, nativo per il simulatore Fly!, comprendeva i due pacchetti Boeing 757 e Boeing 767. Questi potevano essere eseguiti da un Macintosh o da un PC.
Attualmente, i prodotti PMDG sono usati da privati, aziende, piloti ed equipaggi di bordo in tutto il mondo. È leader nello sviluppo di tecnologie di simulazione avanzate e ogni loro software è diventato conosciuto grazie all'attenzione per i dettagli, l'innovazione e la precisione.
La compagnia lavora in collaborazione con alcuni importanti partner al fine di creare Add-on altamente dettagliati in grado di riprodurre i moderni sistemi e apparati di volo nei minimi dettagli. la PMDG vanta di un business globale, con impiegati e collaboratori in Canada, Belgio, Germania, Grecia, Russia, Sudafrica; e altri in alcuni stati USA: Arizona, California, Florida, Georgia, Massachusetts, Nevada, New York, Ohio, e Washington.
Il quartier generale della PMDG è situato nel Nevada settentrionale, a circa 28 Km dall'Aeroporto Internazionale di Reno-Tahoe. Il 4 giugno 2012, PMDG ha annunciato di voler riportare i propri stabilimenti in Virginia dove l'azienda fu fondata 15 anni prima.

## Aerei
Sono 30 gli aerei a portare il logo PMDG: 9 per Flight Simulator 2004, 10 per Flight Simulator X, 8 per Prepar3D, uno per X-plane 11 e 2 per Microsoft Flight Simulator 2020. Il PMDG Boeing 737 NGX disponibile per Flight Simulator X e Prepar3D comprende le varianti 737-800/900 con winglets e senza winglets. Il 737-600/700 è invece un'espansione per il pacchetto base 737 NGX.
| Flight Simulator 2004 | Flight Simulator X             | Prepar3D                       | X-Plane 11       | Microsoft Flight Simulator 2020 |
| --------------------- | ------------------------------ | ------------------------------ | ---------------- | ------------------------------- |
| 737-600               | 747-400X                       | JS4100                         | DC-6 Cloudmaster | DC-6 Cloudmaster                |
| 737-700               | MD-11                          | Boeing 737-800/900 NGXu        |                  | Boeing 737-600                  |
| 737-800               | 747-8i/F (Expansion)           | Boeing 737-600/700 (Expansion) |                  | Boeing 737-700                  |
| 737-900               | JS4100                         | Boeing 777-200LR/F             |                  | Boeing 737-800                  |
| Beechcraft 1900C      | 747 LCF (Expansion)            | Boeing 777-300ER               |                  | Boeing 737-900ER                |
| Beechcraft 1900D      | Boeing 737-800/900 NGX         | DC-6 Cloudmaster               |                  | Boeing 777-300ER                |
| 747-400               | Boeing 737-600/700 (Expansion) | Boeing 747-400 V3              |                  |                                 |
| 747-400F              | Boeing 777-200LR/F             | Boeing 747-8 V3 (Expansion)    |                  |                                 |
| MD-11                 | Boeing 777-300ER               |                                |                  |                                 |
|                       | DC-6 Cloudmaster               |                                |                  |                                 |

## In fase di sviluppo
Alcune indiscrezioni rivelano che PMDG stia già lavorando ad una versione del Boeing 737 MAX infatti nel forum di AVSIM il CEO Robert Randazzo ha lasciato intendere che fosse già in fase di sviluppo.
Per Microsoft Flight Simulator 2020 è previsto il release degli aeromobili della famiglia 737 NG, seguiti dai 777 e 747.